# Gabriel Tzschimmer
 Gabriel Tzschimmer (* 28. Juni 1629 in Dresden; † 25. November 1694 in Dresden) war ein Dresdner Chronist und Bürgermeister.

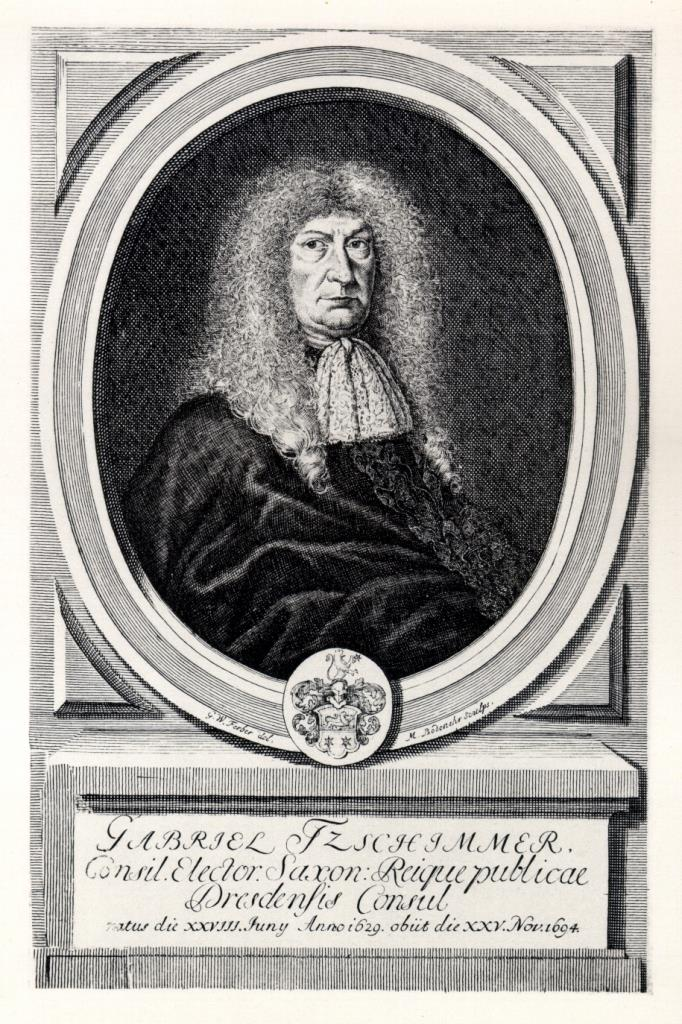
Gabriel Tzschimmer auf einem Kupferstich von 1695

## Leben
Tzschimmer wurde als Sohn eines kurfürstlichen Jagdzeugmeisters geboren. Nach dem Besuch der Kreuzschule in Dresden studierte er nach 1648 Rechtswissenschaften in Leipzig, Wittenberg und Tübingen. Im Anschluss begab er sich auf Kavalierstour durch Deutschland, Italien und Ungarn. 1663 heiratete Tzschimmer die Tochter des Dresdner Stadtmajors Döring.

## Politisches Wirken
Bald nach seiner Rückkehr von der Kavalierstour 1661 wurde Tzschimmer Mitglied des Rats; 1669 dann von Kurfürst Johann Georg II. zum Geheimen Kammerdiener ernannt. Sieben Jahre später erhielt er den Titel Wirklicher Rat. Zwischen 1682 und 1694 hatte Tzschimmer das Amt des Bürgermeisters der Stadt Dresden inne. In seine Amtszeit fiel der Stadtbrand von 1685, welcher Altendresden vernichtete. Dieses wurde anschließend nach einem großangelegten Plan wieder aufgebaut.

## Tzschimmer als Schriftsteller

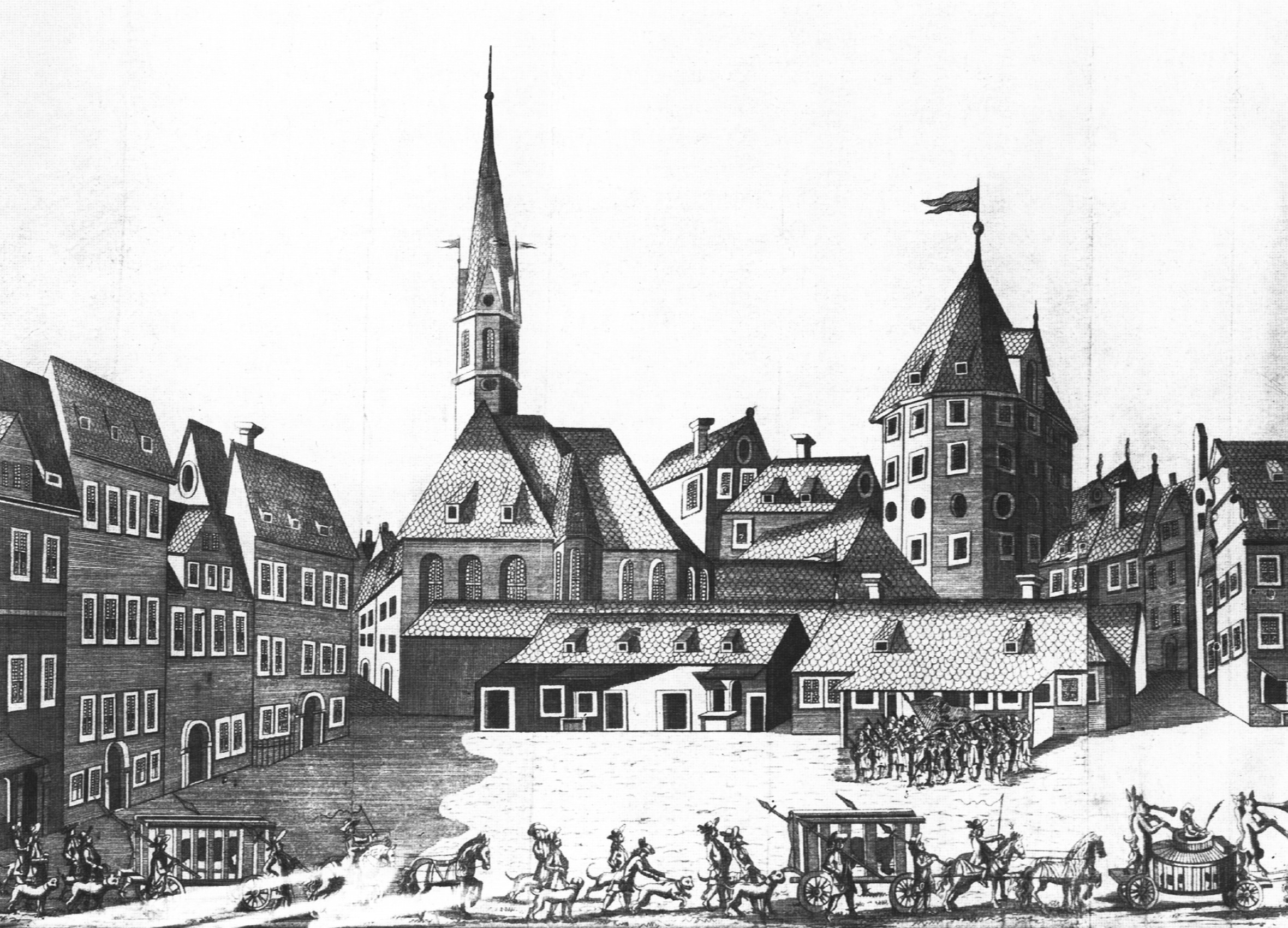
Die Frauenkirche (links) im Jahr 1678 neben dem Pulverturm (rechts) vom Neumarkt aus gesehen; Ausschnitt aus einem Kupferstich aus „Die Durchlauchtigste Zusammenkunft“

Als Chronist und Schriftsteller verfasste Tzschimmer eine Reihe historischer Darstellungen zur Geschichte seiner Heimatstadt Dresden.
Darüber hinaus übersetzte er Johannes Sleidanus’ Werk „De quatuor summis imperiis libri tres“ (Straßburg 1556) ins Deutsche. 1664 übertrug er Marinus Barletius’ „De vita, moribus ac rebus gestis G. Castriotae Principis, qui Scanderbegus cognominatus est“ (Straßburg 1537).

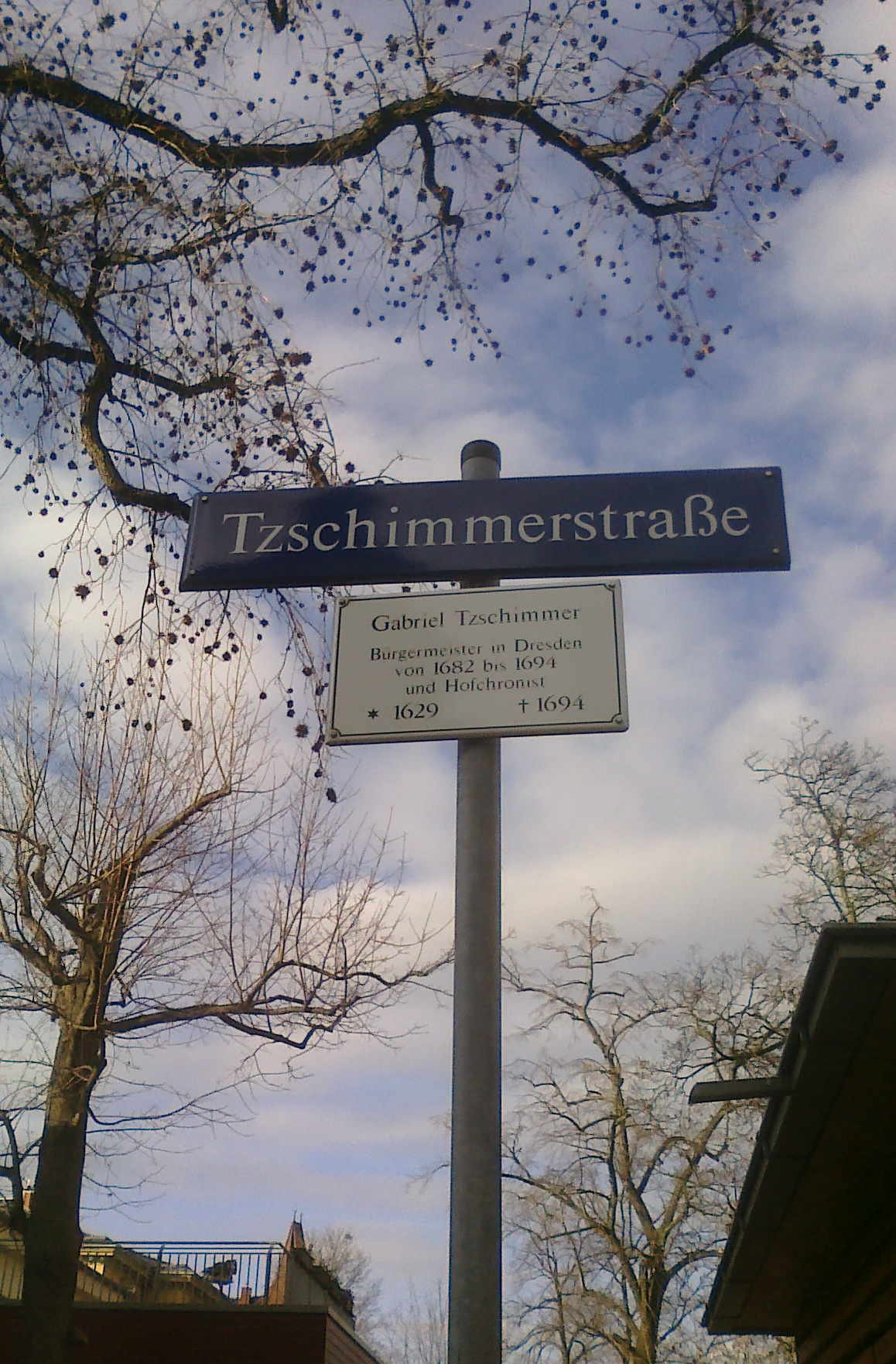
Straßenschild der Tzschimmerstraße in Dresden-Strießen

Tzschimmers bekannteste Arbeit ist das 1680 erschienene, zweiteilige Werk „Die Durchlauchtigste Zusammenkunft“. Es entstand im Auftrag Johann Georgs II. und beschreibt die Festlichkeiten in der Dresdner Residenz anlässlich des Zusammentreffens des Kurfürsten mit den Herzögen der drei albertinischen Sekundogenitur-Fürstentümer 1678. Besonders wertvoll an diesem Buch sind die Kupferstich-Illustrationen, welche detailliert einzelne Gebäude und Straßenzüge der Stadt Dresden darstellen.

## Ehrungen
In Dresden-Striesen ist die Tzschimmerstraße nach ihm benannt.